# Campeonato Sul-Americano de Voleibol Masculino Sub-19 de 2012
O  Campeonato Sul-Americano de Voleibol Masculino Sub-19  de 2012  ou  a décima – oitava edição do Campeonato Sul-Americano Infanto-Juvenil, é a competição disputada por seleções sul-americanas realizada bienalmente, cuja entidade organizadora é a  Confederação Sul-Americana de Voleibol , sediado na cidade de Santiago ,  edição vencida pela Seleção Brasileira, que garantiu juntamente com a representação argentina (vice-campeão) e também a representação chilena (bronze)  obtiveram a qualificação para o Mundial Infanto-Juvenil de 2013 no México; o prêmio de Melhor Jogador  (MVP) do campeonato continental foi o ponteiro chileno Dusan Bonacic.

## Seleções participantes
As seguintes seleções confirmaram participação no Campeonato Sul-Americano Infanto-Juvenil de 2012:
| Equipe    | Última participação |
| --------- | ------------------- |
| Chile     | (Sede), 5º em 2010  |
| Argentina | 1º em 2010          |
| Bolívia   | 7º em 1990          |
| Brasil    | 2º em 2010          |
| Colômbia  | 4º em 2010          |
| Paraguai  | 8º em 2008          |
| Peru      | 6º em 2010          |
| Uruguai   | 7º em 2008          |
| Venezuela | 3º em 2010          |

## Primeira fase
Classificação
- Local: Centro de Entrenamiento Olímpico, Chile

### Grupo A
|     |         |     | Jogos | Jogos | Jogos | Resultados | Resultados | Resultados | Resultados | Resultados | Resultados | Sets | Sets | Sets  | Pontos | Pontos | Pontos |
| Pos | Equipe  | Pts | T     | V     | D     | 3–0        | 3–1        | 3–2        | 2–3        | 1–3        | 0–3        | V    | P    | R     | V      | P      | R      |
| --- | ------- | --- | ----- | ----- | ----- | ---------- | ---------- | ---------- | ---------- | ---------- | ---------- | ---- | ---- | ----- | ------ | ------ | ------ |
| 1   | Chile   | 6   | 2     | 2     | 0     | 1          | 1          | 0          | 0          | 0          | 0          | 6    | 1    | 6,000 | 172    | 103    | 1.670  |
| 2   | Peru    | 3   | 2     | 1     | 1     | 1          | 0          | 0          | 0          | 1          | 0          | 4    | 3    | 1.333 | 144    | 146    | 0.986  |
| 3   | Uruguai | 0   | 2     | 0     | 2     | 0          | 0          | 0          | 0          | 0          | 2          | 0    | 6    | 0,000 | 85     | 150    | 0.567  |

Resultados
| Data  | Hora  |          | Placar |         | Set 1 | Set 2 | Set 3 | Set 4 | Set 5 | Total | Relatório |
| ----- | ----- | -------- | ------ | ------- | ----- | ----- | ----- | ----- | ----- | ----- | --------- |
| 7 nov | 19:00 | 'Peru '  | 3–0    | Uruguai | 25–14 | 25–19 | 25–16 |       |       | 75–49 | 75–49     |
| 8 nov | 19:00 | 'Chile ' | 3–0    | Uruguai | 25–10 | 25–13 | 25–11 |       |       | 75–34 | 75–34     |
| 9 nov | 19:00 | 'Chile ' | 3–1    | Peru    | 22–25 | 25–12 | 25–15 | 25–17 |       | 97–69 | 97–69     |

### Grupo B
|     |           |     | Jogos | Jogos | Jogos | Resultados | Resultados | Resultados | Resultados | Resultados | Resultados | Sets | Sets | Sets  | Pontos | Pontos | Pontos |
| Pos | Equipe    | Pts | T     | V     | D     | 3–0        | 3–1        | 3–2        | 2–3        | 1–3        | 0–3        | V    | P    | R     | V      | P      | R      |
| --- | --------- | --- | ----- | ----- | ----- | ---------- | ---------- | ---------- | ---------- | ---------- | ---------- | ---- | ---- | ----- | ------ | ------ | ------ |
| 1   | Argentina | 6   | 2     | 2     | 0     | 2          | 0          | 0          | 0          | 0          | 0          | 6    | 0    | MAX   | 150    | 78     | 1.923  |
| 2   | Colômbia  | 3   | 2     | 1     | 1     | 1          | 0          | 0          | 0          | 0          | 1          | 3    | 3    | 1,000 | 124    | 106    | 1.170  |
| 3   | Paraguai  | 0   | 2     | 0     | 2     | 0          | 0          | 0          | 0          | 0          | 2          | 0    | 6    | 0,000 | 60     | 150    | 0.400  |

Resultados
| Data  | Hora  |              | Placar |          | Set 1 | Set 2 | Set 3 | Set 4 | Set 5 | Total | Relatório |
| ----- | ----- | ------------ | ------ | -------- | ----- | ----- | ----- | ----- | ----- | ----- | --------- |
| 7 nov | 14:30 | 'Colômbia '  | 3–0    | Paraguai | 25–17 | 25–5  | 25–9  |       |       | 75–31 | 75–31     |
| 8 nov | 14:30 | 'Argentina ' | 3–0    | Paraguai | 25–10 | 25–14 | 25–5  |       |       | 75–29 | 75–29     |
| 9 nov | 17:00 | 'Argentina ' | 3–0    | Colômbia | 25–21 | 25–16 | 25–12 |       |       | 75–49 | 75–49     |

### Grupo C
|     |           |     | Jogos | Jogos | Jogos | Resultados | Resultados | Resultados | Resultados | Resultados | Resultados | Sets | Sets | Sets  | Pontos | Pontos | Pontos |
| Pos | Equipe    | Pts | T     | V     | D     | 3–0        | 3–1        | 3–2        | 2–3        | 1–3        | 0–3        | V    | P    | R     | V      | P      | R      |
| --- | --------- | --- | ----- | ----- | ----- | ---------- | ---------- | ---------- | ---------- | ---------- | ---------- | ---- | ---- | ----- | ------ | ------ | ------ |
| 1   | Brasil    | 6   | 2     | 2     | 0     | 1          | 1          | 0          | 0          | 0          | 0          | 6    | 1    | 6,000 | 180    | 131    | 1.374  |
| 2   | Venezuela | 3   | 2     | 1     | 1     | 1          | 0          | 0          | 0          | 1          | 0          | 4    | 3    | 1.333 | 177    | 125    | 1.416  |
| 3   | Bolívia   | 0   | 2     | 0     | 2     | 0          | 0          | 0          | 0          | 0          | 2          | 0    | 6    | 0,000 | 49     | 150    | 0.327  |

Resultados
| Data  | Hora  |              | Placar |           | Set 1 | Set 2 | Set 3 | Set 4 | Set 5 | Total   | Relatório |
| ----- | ----- | ------------ | ------ | --------- | ----- | ----- | ----- | ----- | ----- | ------- | --------- |
| 7 nov | 17:00 | 'Venezuela ' | 3–0    | Bolívia   | 25–5  | 25–6  | 25–9  |       |       | 75–20   | 75–20     |
| 8 nov | 17:00 | 'Brasil '    | 3–0    | Bolívia   | 25–8  | 25–10 | 25–11 |       |       | 75–29   | 75–29     |
| 9 nov | 14:30 | 'Brasil '    | 3–1    | Venezuela | 22–25 | 25–23 | 31–29 | 27–25 |       | 105–102 | 105–102   |

## Fase final

### Classificação de 5º ao 9º lugares
| Data   | Hora  |             | Placar |             | Set 1 | Set 2 | Set 3 | Set 4 | Set 5 | Total | Relatório |
| ------ | ----- | ----------- | ------ | ----------- | ----- | ----- | ----- | ----- | ----- | ----- | --------- |
| 10 nov | 10:00 | 'Colômbia ' | 3–0    | Uruguai     | 25–16 | 25–13 | 25–15 |       |       | 75–44 | 75–44     |
| 10 nov | 12:00 | 'Peru '     | 3–0    | Paraguai    | 25–13 | 25–11 | 25–19 |       |       | 75–43 | 75–43     |
| 10 nov | 19:00 | Bolívia     | 1–3    | ' Paraguai' | 19–25 | 25–22 | 24–26 | 23-25 |       | 91–73 | 91–98     |

### Semifinais
| Data   | Hora  |           | Placar |              | Set 1 | Set 2 | Set 3 | Set 4 | Set 5 | Total | Relatório |
| ------ | ----- | --------- | ------ | ------------ | ----- | ----- | ----- | ----- | ----- | ----- | --------- |
| 10 nov | 15:00 | 'Brasil ' | 3–0    | Venezuela    | 25–12 | 25–18 | 25–15 |       |       | 75–45 | 75–45     |
| 10 nov | 17:00 | Chile     | 0–3    | ' Argentina' | 22–25 | 21–25 | 20–25 |       |       | 63–75 | 63–75     |

## Sétimo lugar
| Data   | Hora  |            | Placar |          | Set 1 | Set 2 | Set 3 | Set 4 | Set 5 | Total | Relatório |
| ------ | ----- | ---------- | ------ | -------- | ----- | ----- | ----- | ----- | ----- | ----- | --------- |
| 11 nov | 10:00 | 'Uruguai ' | 3–0    | Paraguai | 26–24 | 25–17 | 25–21 |       |       | 76–62 | Jogo 15   |

## Quinto lugar
| Data   | Hora  |      | Placar |             | Set 1 | Set 2 | Set 3 | Set 4 | Set 5 | Total | Relatório |
| ------ | ----- | ---- | ------ | ----------- | ----- | ----- | ----- | ----- | ----- | ----- | --------- |
| 11 nov | 12:00 | Peru | 0–3    | ' Colômbia' | 25–27 | 12–25 | 23–25 |       |       | 60–77 | 60–77     |

## Oitavo lugar
| Data   | Hora  |            | Placar |          | Set 1 | Set 2 | Set 3 | Set 4 | Set 5 | Total | Relatório |
| ------ | ----- | ---------- | ------ | -------- | ----- | ----- | ----- | ----- | ----- | ----- | --------- |
| 11 nov | 14:00 | 'Bolívia ' | 3–0    | Paraguai | 25–16 | 25–9  | 25–15 |       |       | 75–40 | 75–40     |

## Terceiro lugar
| Data   | Hora  |       | Placar |           | Set 1 | Set 2 | Set 3 | Set 4 | Set 5 | Total | Relatório |
| ------ | ----- | ----- | ------ | --------- | ----- | ----- | ----- | ----- | ----- | ----- | --------- |
| 11 nov | 15:00 | Chile | 3–0    | Venezuela | 25–20 | 25–11 | 25–18 |       |       | 75–49 | Jogo 17   |

## Final
| Data   | Hora  |           | Placar |           | Set 1 | Set 2 | Set 3 | Set 4 | Set 5 | Total | Relatório |
| ------ | ----- | --------- | ------ | --------- | ----- | ----- | ----- | ----- | ----- | ----- | --------- |
| 11 nov | 17:00 | 'Brasil ' | 3–1    | Argentina | 25–13 | 18–25 | 25–23 | 25–22 |       | 93–83 | 93–83     |

## Classificação final
| Posição | Equipe    |
| ------- | --------- |
| 1       | Brasil    |
| 2       | Argentina |
| 3       | Chile     |
| 4       | Venezuela |
| 5       | Colômbia  |
| 6       | Peru      |
| 7       | Uruguai   |
| 8       | Bolívia   |
| 9       | Paraguai  |

|  | Qualificados para o Mundial Infanto-Juvenil de 2013 |

## Prêmios individuais
| MVP (Most Valuable Player) | 9- Dusan Bonacic    | Chile     |
| Melhor Atacante            | 17-Douglas Bastos   | Brasil    |
| Melhor Bloqueador          | 17-Douglas Bastos   | Brasil    |
| Melhor Sacador             | 12-Douglas Souza    | Brasil    |
| Melhor Levantador          | 14-Fernando Cachopa | Brasil    |
| Melhor Líbero              | 4-Eduardo Rodríguez | Peru      |
| Melhor Defensor            | 14-Michael Varasio  | Argentina |
| Melhor Receptor            | 5-Óscar García      | Venezuela |